# Sepia (djur)
Sepia är ett släkte av bläckfiskar som beskrevs av Carl von Linné 1758. Sepia ingår i familjen Sepiidae.

## Dottertaxa tillSepia, i alfabetisk ordning[1][2]
- Sepia aculeata
- Sepia acuminata
- Sepia adami
- Sepia andreana
- Sepia angulata
- Sepia apama
- Sepia appellofi
- Sepia arabica
- Sepia aureomaculata
- Sepia australis
- Sepia bandensis
- Sepia bartletti
- Sepia bathyalis
- Sepia baxteri
- Sepia bertheloti
- Sepia braggi
- Sepia brevimana
- Sepia burnupi
- Sepia carinata
- Sepia chirotrema
- Sepia confusa
- Sepia cottoni
- Sepia cultrata
- Sepia dannevigi
- Sepia dollfusi
- Sepia dubia
- Sepia elegans
- Sepia elliptica
- Sepia elobyana
- Sepia elongata
- Sepia erostrata
- Sepia esculenta
- Sepia faurei
- Sepia foliopeza
- Sepia gibba
- Sepia hedleyi
- Sepia hieronis
- Sepia hierredda
- Sepia incerta
- Sepia insignis
- Sepia irvingi
- Sepia ivanovi
- Sepia joubini
- Sepia kiensis
- Sepia kobiensis
- Sepia latimanus
- Sepia limata
- Sepia longipes
- Sepia lorigera
- Sepia lycidas
- Sepia madokai
- Sepia mascarensis
- Sepia mestus
- Sepia mira
- Sepia mirabilis
- Sepia murrayi
- Sepia novaehollandiae
- Sepia officinalis
- Sepia omani
- Sepia opipara
- Sepia orbignyana
- Sepia papillata
- Sepia papuensis
- Sepia pardalis
- Sepia peterseni
- Sepia pharaonis
- Sepia plana
- Sepia plangon
- Sepia plathyconchalis
- Sepia prashadi
- Sepia pulchra
- Sepia recurvirostra
- Sepia reesi
- Sepia rex
- Sepia rhoda
- Sepia robsoni
- Sepia rozella
- Sepia savignyi
- Sepia saya
- Sepia senta
- Sepia sewelli
- Sepia simoniana
- Sepia smithi
- Sepia sokotriensis
- Sepia stellifera
- Sepia subtenuipes
- Sepia sulcata
- Sepia tala
- Sepia tenuipes
- Sepia thurstoni
- Sepia tokioensis
- Sepia trygonina
- Sepia tuberculata
- Sepia typica
- Sepia vercoi
- Sepia vermiculata
- Sepia whitleyana
- Sepia vietnamica
- Sepia vossi
- Sepia zanzibarica